# Xenoblade Chronicles X
Xenoblade Chronicles X, chamado no Japão de Xenoblade X (ゼノブレイドクロス, Zenobureido Kurosu), é um jogo eletrônico de RPG de ação desenvolvido pela Monolith Soft e publicado pela Nintendo. Foi lançado exclusivamente para o Wii U em abril de 2015 no Japão e em dezembro no resto do mundo. Ele faz parte da metassérie Xeno e é um sucessor espiritual de Xenoblade Chronicles de 2010, porém não possui nenhuma conexão narrativa com títulos anteriores. A jogabilidade tem navegação em um mundo aberto, missões paralelas relacionadas com personagens coadjuvantes e um sistema de batalha em tempo real. Uma remasterização intitulada Xenoblade Chronicles X: Definitive Edition, será lançada em 20 de março de 2025 para o Nintendo Switch.
A história se passa no desconhecido planeta Mira. A espécie humana escapou da destruição da Terra depois de uma guerra entre duas espécies alienígenas, porém poucas naves sobreviveram. Em uma dessas naves estava a colônia de Nova Los Angeles, que consegue escapar por pouco e cai no planeta Mira. O personagem principal é um avatar customizável que é resgatado da hibernação por uma mulher chamada Elma e recrutado como parte da BLADE, força que protege Nova Los Angeles e está em busca da Vida, uma parte da nave vital para sua sobrevivência, ao mesmo tempo que enfrenta os ataques dos alienígenas ganglions.
O desenvolvimento de Xenoblade Chronicles X começou logo depois da finalização de Xenoblade Chronicles. Vários membros da equipe original retornaram, como o diretor Koh Kojima, o diretor executivo e co-roteirista Tetsuya Takahashi, o co-roteirista Yuichiro Takeda, o produtor Shingo Kawabata e os artistas Kunihiko Tanaka e Kouichi Mugitani. A equipe enfrentou o desafio de criar um mundo vasto para ser explorado sob um orçamento limitado. A implementação de um modo multijogador online foi um problema pela inexperiência da equipe, forçando uma reescrita da história e mudança de protagonista. A música foi composta por Hiroyuki Sawano.
O jogo foi anunciado pela primeira vez em 2013 para ser lançado no ano seguinte, porém posteriormente foi adiado até 2015. A localização foi feita pela Nintendo Treehouse e 8-4, com mudanças de conteúdo sendo implementadas para seu lançamento ocidental. Xenoblade Chronicles X foi um sucesso comercial e foi muito bem recebido pela crítica, que elogiou a exploração, combate, gráficos e funções multijogador, porém criticaram sua narrativa e estrutura de missões. A motor de jogo e fundação estabelecidas no título foram depois empregados no próximo jogo da série Xeno, Xenoblade Chronicles 2 de 2017.

## Jogabilidade

O avatar é encarregado de explorar o planeta Mira e lutar contra suas formas de vida nativas. O sistema de batalha é baseado em ações de comando que iniciam tipos de ataques e interações de batalha com o resto do grupo.

Xenoblade Chronicles X é um RPG eletrônico de ação em que o jogador controla um avatar customizável; é possível ajustar o gênero, características faciais, tamanho e características do corpo e voz do personagem. O avatar trabalha a partir da base central de Nova Los Angeles (NLA) e pode explorar os cinco continentes que formam o mundo aberto do planeta Mira, isto acompanhado por um grupo de companheiros. Missões são divididas em missões de história que avançam a narrativa principal, missões de afinidade que fortalecem os laços entre o avatar e seus companheiros, missões de pequena escala que tem como recompensa dinheiro e elementos adicionais e missões paralelas dadas pelos cidadãos de NLA. As missões acessíveis são limitadas a partir do quanto de Mira foi explorado, algo que está ligado a porcentagem de conclusão da narrativa principal. Finalizar missões e enfrentar inimigos concede ao jogador vários tipos de pontos de experiência; pontos normais aumentam a vida e estatísticas gerais do personagem, enquanto Pontos de Classe aumentam a determinada classe do avatar.
O avatar pode assumir diferentes papéis dentro da BLADE, cada uma das quais concede benefícios diferentes e específicos: desbravadores liberam o acesso a novos locais, interceptores defendem equipes de pesquisa de formas de vida hostis, devastadores por sua vez procuraramativamente por formas de vida hostis, recuperadores vão atrás de destroços da nave Baleia Branca, curadores exploraram novos locais e coletam dados para a BLADE, prospectores coletam recursos raros, abastecedores desenvolvem equipamentos e mediadores solucionam conflitos entre os habitantes de NLA. O avatar inicialmente explora Mira a pé, porém mais adiante no jogo adquire acesso a mechas transformáveis depois de realizar um conjunto específico de missões. Esses mechas, chamados de Skells, possuem um modo de caminhada bípede e também um modo de veículo. Cada Skell tem uma quantidade de combustível limitada, não podendo ser usado caso fique sem combustível, a menos que seja reabastecido. Os mechas ficam mantidos em um hangar especial na NLA, onde podem ser customizados e equipados com novas armas ou emprestados a outros membros do grupo. Existem três tipos de Skell, com qualidade de armadura e capacidade de combustível cada vez maiores, permitindo maior autonomia e eficiência em batalha. Os mechas também possuem um "seguro", que pode ser usado para concertar e manter as máquinas em funcionamento. Vários modelos de Skells podem ser comprados e melhorados no decorrer do jogo.
Além dos inimigos normais oriundos da força antagonista, também é possível enfrentar as formas de vida nativas de Mira. Algumas criaturas são dóceis até serem atacadas, enquanto outros atacam ao visualizar o jogador. Cada personagem ataca automaticamente com seu conjunto designado de armas em um ritmo constante; cada membro da equipe possui pontos de vida e pontos de tensão, com um medidor de moral determinando sua eficiência em combate. A força do ataque varia dependendo da posição de cada personagem. Curar membros da equipe em batalha pode ser feito por meio de Artes, porém é feito principalmente com quick time events conectados ao sistema de Voz da Alma, um conjunto de comandos que aciona um Desafio da Alma, que cura toda a equipe ou concede outros efeitos positivos. A moral da equipe aumenta caso um Desafio da Alma seja completado bem sucedidamente. Membros derrotados serão reavivados e a equipe recuperará pontos de vida caso uma batalha seja vencida. O avatar, caso seja derrotado, pode ser teletransportado para um local seguro ou reavivado por outros membros da equipe, contanto que derrotem todos os inimigos restantes em trinta segundos.
O grupo é formado pelo avatar e até outros três membros controlados pela inteligência artificial. Cada personagem possui uma arma branca, uma arma de distância e um conjunto de habilidades chamadas de Artes. Novas Artes são desbloqueadas após aumentar o nível de um personagem a partir do ganho de pontos de experiência, com Artes baseadas em classes sendo desbloqueadas ao aumentar o patamar da classe. Porções de pontos de experiência também podem ser usadas a fim de fortalecer Artes. As Artes possuem habilidades diferentes, indo desde ataques normais ou poderosos, apoio ao grupo e até infligir ou remover condições negativas. Cada Arte possui um período de recarregamento depois de ser usada que varia depende daquela que foi usada. Um tempo secundário de recarregamento é ativado quando a habilidade fica disponível novamente, acionando efeitos adicionais se o medidor chegar ao fim. Pontos de tensão aumentam a cada ataque normal e são usados para acionar artes especiais, que incluem ataques poderosos e reavivar companheiros caídos. Um personagem entra em "Overdrive" se seus pontos de tensão ficam altos o suficiente, algo que aumenta a força dos ataques e diminui o tempo de recuperação. Mecânicas de batalha com os Skells são idênticas a aquelas a pé, com habilidades adicionais incluindo aumentar a defesa de membros da equipe que não estão usando Skells. Um mecha derrotado é evacuado para NLA a fim de ser consertado, com a situação da equipe e do Skell sendo determinados por um último quick time event acionado no final de uma batalha mal-sucedida; uma performance perfeita nesse evento concede vantagens adicionais para o grupo.
Xenoblade Chronicles X, além da campanha para um jogador, possui também um elemento multijogador. Os jogadores podem emprestar seu avatar para os grupos de outros jogadores online, formando assim unidades chamadas de esquadrões. Estas podem ter até 32 jogadores e permitem o compartilhamento de relatórios e a participação ativa em batalhas nos mundos de outros jogadores. Esquadrões podem participar de "tarefas", missões randômicas de tempo limitado em que jogadores coletam determinada quantidade de recursos dos ambientes de Mira. As recompensas são itens e equipamentos. Algumas missões multijogador colocam equipes contra o Nêmesis Global, um monstro especialmente poderoso. Opções de viagem rápida são desbloqueadas quando novas áreas são descobertas, acessadas por meio de assentos vermelhos especiais no ambiente e postos da BLADE. Funções relacionados ao mapeamento de Mira, pontos de viagem rápida, ajuste do equipamento do personagem e mensagens dos elementos um jogador e multijogador são lidadas por meio do Wii U GamePad. O jogo também é compatível com a função Off-TV Play do console.

## Sinopse

### Mundo
Xenoblade Chronicles X não tem conexão com qualquer jogo anterior da série Xeno, porém existem referências temáticas e estéticas. A Terra é destruída no fogo cruzado de uma guerra espacial entre espécies alienígenas, com a humanidade fugindo a bordo de espaçonaves. Entretanto, apenas algumas naves conseguiram fugir do planeta, uma delas tendo sido a Baleia Branca contendo a cidade de Nova Los Angeles (NLA). O jogos se passa em Mira, um planeta não explorado longe da Terra onde a Baleia Branca faz um pouso de emergência; NLA passa a ser o centro de atividade humana e comercial. Mira é dividida em cinco continentes: Primordia, que possui o ambiente mais semelhante com a Terra; Noctilum, coberta de florestas e repleta de formas de vida bioluminescentes; Oblivia, dominada por um deserto e antigas ruínas; Sylvalum, que tem uma paisagem coberta por neblina e dominada por enormes plantas e formações rochosas; e Cauldros, uma terra vulcânica controlada por alienígenas chamados ganglion.

### Personagens
O personagem principal é um avatar criado pelo jogador cujo tipo de corpo, aparência e voz podem ser escolhidas a partir de uma variedade de opções. O avatar torna-se parte da BLADE (Builders of the Legacy After the Destruction of Earth). O avatar é acompanhado em suas missões em Mira por Elma, a líder da BLADE e coronel das forças Skell de NLA; Lin Lee, uma engenheira da BLADE e uma jovem gênio que criou e mantém os mechas de NLA; Lao Huang e Doug, dois ex-oficiais do Exército dos Estados Unidos; Gwin e Irina, dois subordinados de Elma nas forças Skell; e L'cirufe, um inventor nativo de Mira que troca suas invenções por comida. Outros personagens secundários de destaque incluem Nagi, ex-capitão da Baleia Branca e Secretário de Defesa de NLA; Tatsu, um nopon que apoia o grupo em suas viagens; Vandham, o oficial comandante da BLADE e ex-engenheiro chefe da Baleia Branca; e Maurice, o autoproclamado administrador do governo autônomo de NLA.

### Enredo
A humanidade é pega no fogo cruzado entre duas espécies alienígenas em guerra, construindo enormes arcas interestelares com o objetivo de escapar da destruição da Terra. Entretanto, poucas naves escapam, dentre elas a Baleia Branca. Esta é atacada dois anos depois de seu lançamento e é levada para o planeta Mira. A Vida, um dispositivo que transporta maioria dos colonos humanos, é separada da Baleia Branca durante o pouso forçado, com módulos de escape contendo os colonos sendo espalhados pelo planeta. O avatar é acordado em um dos módulos de escape por Elma e é levado para Nova Los Angeles (NLA). Ele está sofrendo de amnésia e entra para a BLADE, trabalhando com Elma a fim de recuperar o máximo possível de módulos de escape e procurar pela Vida. A BLADE encontra várias espécies alienígenas durante suas missões por Mira, descobrindo que os mais hostis pertencem à coalização gangliana, uma aliança de espécies liderada pelos ganglions, que tem o objetivo de destruir a humanidade.
O avatar é ferido durante uma das missões e descobre-se que seu corpo é na verdade de origem robótica. Elma revela que todas as pessoas de NLA estão habitando corpos robóticos chamados mimeosomes, com seus corpos biológicos verdadeiros estando guardados dentro da Vida. Ela também conta as reservas de energia da Baleia Branca estão se esgotando sem a Vida e que os Mimeosomes vão se desligar, matando toda a população. A BLADE enfrenta várias tentativas de destruir a nave e a Vida, conseguindo dissolver a aliança dos ganglion com seus aliados. Lao, por seu ressentimento contra os líderes de NLA por terem abandonado sua família na Terra, tenta trair a Baleia Branca em favor dos ganglion, porém é persuadido a voltar atrás e em vez disso entrega informações necessárias para se encontrar a Vida. Depois também se descobre que a humanidade é descendente dos samaarianos, uma espécie alienígena interdimensional que costumava controlar os ganglion.
A Vida é encontrada e dentro está uma coleção de material genético para recriar as formas de vida da Terra e restaurar a humanidade. Elma explica que na verdade os corpos humanos foram destruídos junto com a Terra, porém suas memórias e consciências estão preservadas dentro dos computadores da Vida, prontas para serem transferidas para corpos recém criados. Esta decisão foi mantida em segredo por causa das éticas questionáveis do plano. Luxaar, o líder dos ganglion, ataca o grupo, porém Lao consegue esfaqueá-lo, com a BLADE sendo forçada a matar ambos. Lao, antes de morrer, revela que o DNA dos humanos foi projetado pelos samaarianos com o objetivo de destruir os ganglion. Elma garante ao grupo que poderão ressuscitar Lao por meio da Vida. A energia é restaurada e ela desativa seu mimeosome, revelando-se ser uma alienígena. Elma tinha visitado a Terra trinta anos antes da chegada dos alienígenas, dando à humanidade os meios de sobreviver. Uma equipe liderada por ela entra no banco de dados da Vida e descobre que os dados das memórias da população humana foram destruídos, significando que todos deveriam estar mortos. Entretanto, ela especula que Mira de alguma forma está preservando todos. Lao é visto inconsciente em uma praia, acordando enquanto uma figura encapuzada se aproxima.

## Desenvolvimento
Xenoblade Chronicles X foi desenvolvido pela Monolith Soft, com Tetsuya Takahashi criando o conceito original a atuando como o diretor executivo do projeto. Takahashi entrou em contato com produtor Hitoshi Yamagami da Nintendo após a finalização de Xenoblade Chronicles em 2011 para o Wii, perguntando se poderia desenvolver um novo RPG eletrônico de temática de ficção científica a partir dos sistemas criados para Xenoblade Chronicles. Yamagami e a Nintendo estavam dispostas e as conversas logo viraram para o que a Monolith Soft poderia fazer com o novo console Wii U. Genki Yokota da Nintendo e Koh Kojima da Monolith Soft, os diretores de Xenoblade Chronicles, retornaram nas mesmas funções. Os produtores foram Shingo Kawabata da Monolith Soft e Hitoshi Yamagami da Nintendo. Discussões sobre como realizar Xenoblade Chronicles X duraram por volta de seis meses. O título originalmente foi planejado para o início do ciclo de vida do Wii U, porém acabou adiado devido a problemas de desenvolvimento. A equipe posteriormente lamentou os desafios de fazer o jogo caber dentro de um único disco de Wii U, com Kawabata comentando que ele "mal coube" em um disco de 32 gigabytes. Xenoblade Chronicles X foi o primeiro título em alta definição produzido pela Monolith Soft. Os desenvolvedores decidiram não usar tecnologia de ponta ao projetar o jogo a fim de lidar com a resolução mais alta. A equipe usou suas experiências e empregou lições aprendidas na criação de Xenoblade Chronicles, além de estabelecerem limites sobre o que poderiam fazer durante a produção; uma dessas imposições foi não usarem middlewares com o objetivo de acelerar o processo de produção.
O sistema de batalha foi baseado nas mecânicas básicas usadas em Xenoblade Chronicles, porém com uma sensação maior de velocidade para que parecesse mais um jogo de ação. Takahashi descreveu a criação do sistema de batalha como um dos principais desafios do desenvolvimento. A completa remoção da classe "curador" do sistema ocorreu pois o diretor executivo achou que as pessoas rapidamente se cansaram da classe, o que parcialmente serviu de inspiração para o sistema "Voz da Alma" de comando. Outro objetivo de Takahashi era encorajar  críticas dos jogadores que ele poderia usar para melhorar seus trabalhos posteriores, porque Takahashi sentiu que que recebeu poucas críticas por Xenoblade Chronicles. Xenoblade Chronicles X tinha como público alvo jogadores mais experientes, diferente de outros RPGs que tentavam ser mais acessíveis, ao mesmo tempo que tentava apresentar informações de maneira compreensível e manejável. A funcionalidade online inicialmente usava uma tecnologia muito "básica" por causa da inexperiência da equipe na produção em alta-definição online, porém a estrutura online final foi criada com o auxílio da Nintendo. Os segmentos multijogador também ajudaram a balancear o sentimento de isolação que os jogadores poderiam sentir ao explorarem o mundo. As funcionalidades online só foram incorporadas na metade do desenvolvimento. A equipe focou-se em fazer o modo online "levemente conectado", para que assim os jogadores sentissem a presença de outros. Entretanto, a equipe também projetou o modo para que os jogadores jogassem sozinhos sem interrupções devido aos elementos em RPG do jogo.

### Projeto de jogo
A criação de Mira foi a primeira prioridade assim que o desenvolvimento total começou, semelhante ao que havia ocorrido em Xenoblade Chronicles. A equipe inicialmente concebeu a história ocorrendo em vários planetas diferentes, porém isso foi descartado pois foi considerado que espalhar o conteúdo possível em vários mundo iria limitar a experiência dos jogadores. Os desenvolvedores resolveram ficar em um único planeta com cinco continentes depois de avaliarem seus planos de conteúdo. A criação de um mundo aberto era parte do objetivo da Monolith Soft ao projetarem o jogo. Um dos componentes principais da criação dos continentes de Mira era o uso limitado de elementos para a construção dos diferentes ambientes. Takahashi se inspirou em RPGs eletrônicos europeus e norte-americanos ao projetar a estrutura do mundo aberto. A equipe não queria instalar todo o espaço da estrutura do mundo aberto no HD pois o Wii U não permitia instalação direta, assim acabaram construindo o mundo aberto para que pudesse funcionar sem a necessidade de uma instalação. Xenoblade Chronicles X empregou uma enorme biblioteca de efeitos sonoros, com a Monolith Soft tendo chamado a companhia externa Sound Racer, que já havia trabalhado em várias franquias como Xenosaga e Final Fantasy. O produtor de efeitos sonoros foi Shojiro Nakaoka.
O mapa de jogo foi estimado como sendo cinco vezes maior do que aquele de Xenoblade Chronicles, algo que mostrou-se muito problemático especialmente durante a fase de depuração. O mundo aberto foi um problema tão grande que a Monolith Soft em certo momento chegou a considerar descartá-lo completamente. A estrutura hexagonal do mapa, com pontos de informação desbloqueáveis, foi projetado para resolver o problema de jogadores precisarem atravessar grandes campos. A natureza restritiva das missões da narrativa principal foi feita para que os jogadores se acostumassem com facilidade com a expansão de Mira. A escolha de Los Angeles como modelo para a cidade central foi inspirada pela apreciação que Takahashi tinha pela cidade; sua ideia inicial era pegar Nova Iorque como inspiração, porém isto foi descartado por restrições orçamentárias na criação dos arranha-céus necessários. A criação do ambiente de NLA também enfrentou problemas decorrentes das limitações de memória do Wii U, com a equipe trabalhando duro a fim de diminuírem os tempos de carregamento e garantir que o sistema de detecção de colisão funcionasse corretamente.
A arte e o desenho dos personagens foi trabalhado por um grande número de artistas diferentes. Os padrões do avatar e dos personagens principais foram criados por Kunihiko Tanaka, o artista principal responsável por Xenogears e pelos primeiros dois títulos de Xenosaga. Tanaka foi trazido com o objetivo de adicionar mais elementos da série Xeno no jogo. Um membro central da equipe de arte foi Kouichi Mugitani, que tinha feito ilustrações de personagens em Xenosaga Episode III: Also Sprach Zarathustra e trabalhou como desenhista de produção em todos os jogos de Xenosaga. Os desenhos dos mechas aliados ficaram aos cuidados de Takayuki Yanase, que anteriormente trabalhou nos animes Ghost in the Shell: Arise e Mobile Suit Gundam 00 e também no jogo eletrônico Metal Gear Rising: Revengeance. Mechas inimigos foram desenhados por Yasushi Suzuki, que tinha trabalhado em Sin and Punishment e sua sequência Sin & Punishment: Star Successor. Personagens não jogáveis alienígenas eram o encargo de Raita Kazama, que também ajudou com a fauna primitiva de Mira. Yoko Tsukamoto, artista de Lord of Vermilion e Xenoblade Chronicles, foi trazido a fim de adicionar mais elementos de fantasia ao mundo, enquanto desenhos adicionais para os inimigos nativos de Mira ficaram com Takashi Kojo. Armas foram desenhadas por Hideyuki Matsumoto, que também trabalhara nas séries Xenosaga e Front Mission. Artes de fundo foram terceirizadas para a Kusanagi, uma companhia cujas artes foram incluídas em Ni no Kuni: Dominion of the Dark Djinn. A grande quantidade de artistas garantiu diversidade entre as espécies alienígenas. O diretor de arte geral do jogo foi Norihiro Takami.
A criação da flora e fauna de Mira foi difícil pois a equipe necessitava de situações passivas e de combate para elas. O desenho das criaturas foi feito para que fossem alienígenas em relação às formas de vida terrestres, porém a Monolith Soft também queria criar silhuetas familiares que pareceriam "familiares e exóticas ao mesmo tempo de modo que fosse perturbador". Os desenhos das armaduras humanas e a espécie alienígena wrothian foram inspiradas em samurais e suas armaduras. O conceito dos skells era de uma máquina que poderia trocar de uma forma humanoide para uma veicular. Os desenhos deliberadamente se influenciaram na franquia Gundam. O tamanho dos mechas, que tinham entre nove e dez metros de altura dentro do jogo, foi calculado como a melhor escala humano-robô quando levando em consideração os cenários de combate. Os skells também eram uma referência a Xenogears, o primeiro título Xeno de Takahashi, com as mecânicas presentes em Xenoblade Chronicles X ecoando ideias de mecânicas de jogabilidade cortadas de Xenogears. Outra referência foram os módulos da Vida, cujo formato monolítico era similar a objetos de jogos Xeno anteriores.

### Narrativa
Takahashi criou a maior parte da narrativa por conta própria, tralhando no roteiro ao lado do co-roteirista Yuichiro Takeda, que também tinha co-escrito Xenoblade Chronicles, e Kazuho Hyodo, roteirista da série Gundam. Takahashi e Takeda perceberam que não conseguiriam sozinhos escrever toda a história, estimando na época que ela seria muito maior do que aquela de Xenoblade Chronicles. Takahashi seguiu o conselho de Takeda e trouxe Hyodo para a equipe. O diretor executivo sentiu-se seguro em deixar boa parte do trabalho para Hyoda devido a experiência deste na escrita de histórias de ficção científica. A escolha de uma ambientação de ficção científica foi influenciada pelo desejo de Takahashi de criar algo diferente da ambientação fantástica de Xenoblade Chronicles. Xenoblade Chronicles X foi a primeira vez que Hyodo trabalhou em um jogo eletrônico. Um dos principais objetivos do diretor executivo era que os humanos e os robóticos skells coexistissem e funcionassem juntos no mundo. A equipe esforçou-se para distanciar-se das narrativas filosóficas que a Monolith Soft ficou conhecida em seus títulos anteriores devido à escala e natureza experimental deste jogo. Takahashi comentou que sentia que finalmente tinha conseguido criar aquilo que desejava alcançar quando fundou a Monolith Soft em 1999.